# José Gestoso y Pérez
José Gestoso y Pérez (Sevilla, 25 de mayo de 1852-ibídem, 26 de septiembre de 1917) fue un escritor, historiador del arte, ceramófilo y arqueólogo español. 

## Biografía
Su padre fue José María Gestoso Roldán, el cual se dedicó a la abogacía desde 1849 y a ser auditor del ejército desde 1859. En 1850 contrajo matrimonio con María de la Paz Pérez. En 1852 la pareja vivía en la calle Venera (actual calle José Gestoso), número 5, de Sevilla y tuvo entonces a su único hijo, que fue bautizado en la Iglesia de San Andrés con el nombre de José María del Amor Gregorio Urbano Francisco de Asís Diego Félix de la Santísima Trinidad.
La madre falleció en 1854 en Constantina de tisis pulmonar. Ese mismo año el padre se casó en segundas nupcias con Emilia Acosta Manfrino. De este matrimonio nació en 1855 otro hijo: Luis.
El padre era amigo de Juan José Bueno y Leroux y José visitaba su casa, que estaba llena de cuadros antiguos, grabados, esculturas, muebles, cerámicas españolas y extranjeras y otros objetos de interés. El propio José Gestoso afirmó en sus memorias que el trato con Bueno le marcó de por vida.
El padre también era amigo del bibliotecario de la Biblioteca Colombina, José María Fernández Velasco. José Gestoso visitó muy joven esta biblioteca y la tertulia que tenía lugar en ella, con Juan José Bueno, José María Asensio, Fernández Velasco y Francisco de Borja Palomo y Rubio. Este ambiente despertó su interés.
En 1860 empezó a estudiar en el Colegio de San Diego. Luego ingresó en el Instituto Provincial de Enseñanza Media, donde obtuvo un sobresaliente en Historia Universal pero notas mediocres en el resto de asignaturas.
Entre 1867 y 1872 abandonó las enseñanzas regladas para centrarse en la historia y el arte. En este periodo recibió lecciones de dibujo del pintor Gumersindo Díaz. En 1870 trabajó en el estudio del pintor Ricardo Sanjuán.
En 1874 obtuvo en el instituto el grado de bachiller en Artes con un aprobado. Ese mismo año, su familia pagó la cantidad estipulada para que no tuviese que hacer el servicio militar: 5 000 reales.
Entró en la Universidad de Sevilla para estudiar Derecho. En el curso 1874-1875, preparatorio, se estudiaba Literatura Latina, Literatura Española e Historia Universal. En estas asignaturas obtuvo un aprobado, aunque solo existía esta opción o suspenso.
Durante sus años de universitario pasaba mucho tiempo en la Biblioteca Colombina. En estos años asistía también a clases en la Academia Libre de Bellas Artes, que tenían lugar en la estancia que hay sobre el apeadero del Alcázar. También frecuentaba anticuarios.
En 1875 colaboró con Juan José Bueno en diversas tareas en la Biblioteca Provincial. En 1877 fue vocal de la Sociedad Protectora de Bellas Artes.
En 1878 ayudó en la organización y clasificación de la colección arqueológica de la sección de Antigüedades del museo ubicado en el antiguo convento de la Merced. Desde 1866 el director de esta sección era Demetrio de los Ríos, vicepresidente de la Comisión de Monumentos Históricos y Artísticos de la Provincia de Sevilla. Entre julio y septiembre de 1878 participó en la elaboración del primer catálogo de esta colección arqueológica, junto con Demetrio de los Ríos, Leoncio Baglietto y Francisco Mateos Gago. Por todo esto, la Comisión le tributó elogios a Gestoso en su acta del 26 de septiembre de ese año y le nombró por unanimidad corresponsal de la misma, con el encargo de vigilar los monumentos de Constantina y San Juan de Aznalfarache.
En 1879 se creó el Museo Arqueológico Provincial de Sevilla. De esta forma, la colección arqueológica dejó de estar a cargo de la Comisión de Monumentos para pasar a estar a cargo del Cuerpo de Bibliotecarios y Archiveros del Estado y Manuel Campos y Munilla fue nombrado director.
Estudió Derecho, con calificaciones mediocres, hasta 1878, cuando hizo el examen final. El título de licenciado en Derecho le fue expedido en 1881.
Durante un breve periodo de tiempo, situado entre 1878 y 1881, trabajó de pasante en un bufete de abogados. Entre 1879 y 1881 fue fiscal municipal del distrito de la Magdalena. En 1881 se le ofreció ser fiscal dos años más pero rechazó el cargo.
En la década de 1870 empezó a publicar artículos de historia y arte en la prensa local y nacional.
En agosto de 1880 José Gestoso solicitó al director de Instrucción Pública que le nombrase ayudante de tercer grado del Cuerpo de Archiveros, Bibliotecarios y Anticuarios por los servicios prestados. Sin embargo, no fue designado entonces por falta de formación y experiencia.
En noviembre de 1881 fue nombrado auxiliar del Archivo Municipal de Sevilla. En noviembre de 1885 dejó este puesto. En 1897 fue nombrado jefe de este archivo, cargo que ejerció hasta 1904.
Gestoso supo, a través de José Amador de los Ríos y Pedro de Madrazo, que el Alcázar de Sevilla carecía de un archivo propio. Hacia 1885 Gestoso se puso en contacto con el administrador de este lugar, que le mostró unos documentos que se conservaban en la casa del portero del edificio. Gestoso pudo comprobar que algunos de estos databan de los siglos siglo XV y XVI. Entonces se dedicó a ordenarlos y a colocarlos en una sala destinada a este efecto junto al Patio de Banderas.
Fue amigo del historiador del arte, arqueólogo y crítico Narciso Sentenach. Juntos escribieron la obra Estudios sobre cerámica sevillana, publicada en 1882.
En 1882 se hizo miembro de la Real Sociedad Económica Sevillana de Amigos del País y, el 18 de diciembre de ese año, fue nombrado miembro correspondiente de la Real Academia de Bellas Artes de San Fernando, con sede en Madrid.
El 9 de diciembre de 1882 se casó con María Salud Daguerre-Dospital Buisson. Tuvieron cuatro hijas: Paz, Salud, Eugenia y Josefina.
En 1883 fue nombrado miembro de la Real Academia de la Historia, que tiene su sede en Madrid.
El Ayuntamiento le comisionó, el 12 de febrero de 1883, para escribir Sevilla monumental y artística, que es su obra más importante. El primer volumen de esta fue publicado en 1889, el segundo en 1890 y el tercero en 1892. El primero trata de monumentos religiosos y civiles de entre la época romana y la Edad Media, el segundo trata sobre la catedral y el tercero sobre los monumentos de entre la Edad Media y el siglo XVIII. En 1885 publicó una versión abreviada de estos tres tomos con el título Guía artística de Sevilla.
En octubre de 1883 se matriculó en la Escuela Superior de Diplomática en Madrid para obtener el título que le permitiría ser miembro del Cuerpo de Cuerpo de Archiveros, Bibliotecarios y Anticuarios. Obtuvo su título el 13 de enero de 1885.
En mayo de 1885 fue nombrado vocal de la Comisión de Monumentos Históricos y Artísticos de la Provincia de Sevilla. En 1904 fue nombrado vicepresidente de la misma, siendo el presidente un cargo meramente honorífico que ostentaba el gobernador civil de la provincia.
En noviembre de 1885 fue nombrado profesor de Teoría e Historia de las Bellas Artes en la Escuela de Bellas Artes de Sevilla. Hasta 1892 esta escuela dependió de la Real Academia de Bellas Artes de Santa Isabel de Hungría, pasando a depender posteriormente de la Universidad de Sevilla. En 1897 pasó a ser secretario de la Academia de Bellas Artes de Santa Isabel de Hungría, cargo que ocupó hasta 1917, y en 1900 fue nombrado académico numerario.
En 1886 fue escogido como académico numerario de la Real Academia Sevillana de Buenas Letras. Fue bibliotecario de esta institución entre 1888 y 1900. En 1902 fue nombrado académico preeminente de la misma y, entre 1912 y 1917 fue vicedirector.
En 1887 pasó a ser miembro del Ateneo de Sevilla.
En 1890 fue nombrado caballero de la Orden de Carlos III y en 1904 comendador de número de esta orden. En 1892 fue nombrado caballero de la Orden de Isabel la Católica, en 1894 recibió la encomienda de número de esta orden y en 1899 fue nombrado caballero gran cruz de la misma orden.
En 1884 se hizo socio correspondiente de la Real Sociedad Económica y Gaditana de Amigos del País, en 1888 se hizo socio correspondiente de la Asociación Artístico-Arqueológica Barcelonesa, en 1892 le hicieron socio honorario de la Sociedad Colombina de Huelva y en 1894 se hizo socio correspondiente de la Asociación Literaria y Artística de Barcelona, en 1902 fue hecho académico correspondiente de la Real Academia de Bellas Artes de San Luis de Zaragoza y de la Real Academia de Buenas Letras de Barcelona, en 1905 fue hecho académico correspondiente de la Real Academia de Ciencias, Bellas Letras y Nobles Artes de Córdoba y en 1909 fue hecho académico correspondiente de la Real Academia de Ciencias y Artes de Barcelona.
En lo que respecta a instituciones extranjeras en 1893 fue hecho académico correspondiente de la Sociedad Parisiense de los Inventores y miembro correspondiente honorario de la Asociación Arqueológica Británica, en 1898 fue hecho miembro correspondiente de la Sociedad de Correspondencia Hispánica de Burdeos y socio correspondiente extranjero de la Sociedad Nacional de Anticuarios de Francia, en 1901 fue hecho miembro honorario de la Facultad de Filosofía y Humanidades de la Universidad de Chile y miembro correspondiente de la Sociedad de Arqueología de Bruselas, en 1904 fue hecho miembro de la Sociedad Hispánica de América de Nueva York y en 1910 fue hecho académico correspondiente extranjero de la clase de Ciencias Morales, Políticas y Bellas Letras de la Academia de las Ciencias de Lisboa y miembro del Comité Internacional del Museo Internacional de Cerámica de Faenza.
En 1894 se mudó al número 28 (actual 31) de la calle Gravina de Sevilla, que sería su hogar hasta su muerte. En 1904 compró una casa de campo, que llamó Nuestra Señora del Reposo, en Alcalá de Guadaíra.
En 1901 fue nombrado gentilhombre de cámara del rey, en 1902 se le dio la medalla de plata de Alfonso XIII, en 1904 se le hizo comendador de número de la Orden de Alfonso XII y en 1912 caballero gran cruz de la misma orden.
En 1906 recibió una medalla de plata conmemorativa de la regencia de María Cristina.
El hispanista neoyorkino Archer Milton Huntington conoció a Gestoso en las visitas que realizó a Sevilla. Huntington le envió 5 000 pesetas para la publicación de su obra Historia de los barros vidriados sevillanos desde sus orígenes hasta nuestros días (1903), 1 000 pesetas para la publicación del tercer volumen de Ensayo de un diccionario de los artífices que florecieron en Sevilla desde el siglo XIII al XVIII inclusive (1909) y 5 000 pesetas para la publicación de Biografía del pintor sevillano Juan de Valdés Leal (1916).
En 1909 el pintor Joaquín Sorolla expuso en Nueva York. Huntington escribió a Gestoso que la exposición había sido un rotundo éxito. En 1910 Sorolla pintó un retrato de José Gestoso en los jardines del Alcázar de Sevilla que fue colgado en la Sociedad Hispánica de América, fundada por Huntington en Nueva York.
En 1908, gracias a la intercesión Marcelino Menéndez Pelayo, Luis Pidal y Mon y Francisco Rodríguez Marín, Gestoso fue hecho académico correspondiente de la Real Academia Española.

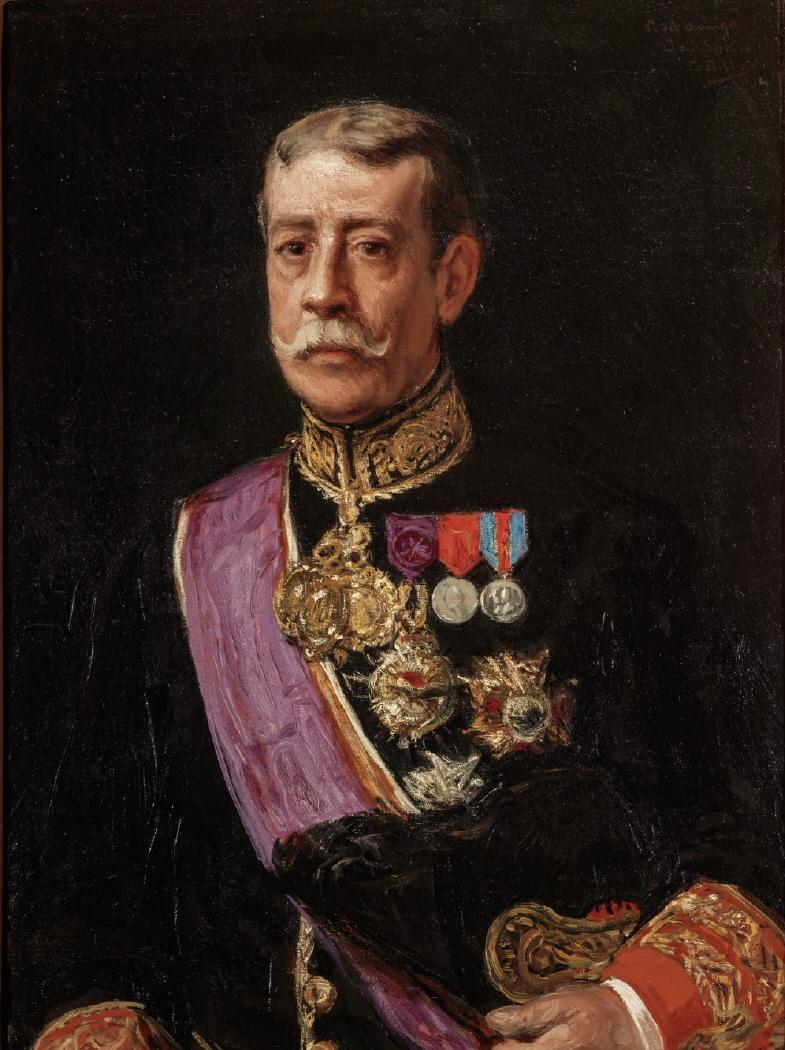
Retrato de José Gestoso realizado por Gonzalo Bilbao en 1914. Museo de Bellas Artes de Sevilla.

Fue amigo del pintor Gonzalo Bilbao. Se conservan dos retratos pintados por este artista de Gestoso. Uno de ellos, que se encuentra en una colección particular, lo presenta con armadura y tiene la leyenda "Al amigo Gestoso. G. Bilbao 84". El otro, que se encuentra en el Museo de Bellas Artes de Sevilla, fue realizado en 1914 y lo presenta con sus condecoraciones.
Su lema fue la frase en latín "Parva parvum semper decent", que significa "Lo pequeño siempre lleva a lo pequeño". La frase está en uno de sus exlibris, en la portada de algunos de los volúmenes de sus Papeles varios, en un autorretrato incluido en su libro Relación del caso memorable del racionero Juan Martínez de Victoria... y en los azulejos de su casa de la calle Gravina, número 28 (hoy 31).
En 1917, tras la muerte de José Gestoso, la Comisión de Monumentos colocó un azulejo realizado por la Escuela de Bellas Artes e Industrias para recordarle en la fachada de la casa de la calle Gravina, número 28 (hoy 31).
La calle Venera, donde nació, fue renombrada como calle José Gestoso por el Ayuntamiento de Sevilla en 1918. En 1928 se colocó un nuevo rótulo en esta calle, realizado en azulejos y costeado por María Daguerre, con el texto "Calle del Lcdo. José Gestoso, escritor y arqueólogo".
Los restos de José Gestoso reposaron en el cementerio de San Fernando desde 1917. En 1945 se trasladaron a la cripta de la Iglesia de la Anunciación, perteneciente a la Universidad de Sevilla, y que en la actualidad es el Panteón de Sevillanos Ilustres.

### Creación del Museo Arqueológico Municipal de Sevilla
José Gestoso visitó los almacenes municipales de la Ronda de Capuchinos, descubriendo una gran cantidad de objetos históricos. En 1886 propuso al alcalde Francisco Gallardo y al concejal Alfredo Heraso la creación de un museo arqueológico municipal para exponer esos elementos, lo que fue aprobado.
Gestoso solicitó a sus amigos y conocidos que contribuyesen con otros objetos al museo. Entre los que aportaron estuvieron Tomás y Eduardo Ybarra González, Juan Bautista Crooke y Navarrot, Francisco Caballero-Infante y Zuazo, la infanta María Luisa, Andrés Parladé, el duque de T'Serclaes, Archer Milton Huntington y Francisco Rodríguez Marín.
Faltaba encontrar un edificio acorde para exponer todo lo que se juntó. Los objetos más grandes se fueron colocando en un patio de la casa consistorial y el resto en el Archivo Municipal.
El Ayuntamiento adquirió la colección arqueológica de Francisco Mateos Gago en 1892 y en 1900 su colección de monedas.
En 1893 el alcalde José Bermúdez Reina cedió para este museo un salón de la casa consistorial. Finalmente, el museo fue inaugurado en este edificio por la infanta María Luisa en 1895.
En 1906 hubo un incendio en el antiguo Convento de San Pablo, donde estaban las oficinas del Gobierno Civil y de Hacienda. Hacienda se trasladó a la casa consistorial y algunos enseres del Ayuntamiento tuvieron que ser movidos a las dependencias del museo. En 1912 terminó la construcción de las nuevas oficinas de Hacienda, que se trasladó y se pudieron retirar los enseres del museo.
En 1920 el Museo Arqueológico Municipal se trasladó a la Torre de Don Fadrique y en la década de 1940 la mayor parte de la colección se trasladó al Museo Arqueológico Provincial.

### Conservación de objetos
En 1878 el párroco de la Iglesia de San Julián avisó a Gestoso del hallazgo de una pintura de la Virgen. Gestoso investigó y descubrió que era una obra de finales del siglo XV o principios del siglo XVI realizada por Juan Sánchez de Castro y con la advocación de la Virgen de Gracia. Tras varios años, consiguió que fuese expuesta en la catedral.
En agosto de 1881 logró que la Comisión suspendiera la sustitución de las esculturas del retablo mayor de la parroquia de Constantina.
Diseñó un expositor neorrenacentista para guardar el pendón de la ciudad de Sevilla y otros objetos, que fue realizado en caoba por el carpintero Antonio Gómez y costeado por el Ayuntamiento. En 1882 dirigió la restauración de este elemento, que llevada a cabo por la bordadora Isabel Tomasi. No obstante, esta actuación no fue completa. En 1892 se restauró la orla de leones y castillos del pendón. Ese año, contando con el asesoramiento de Juan Bautista Crooke y Navarrot, diseñó para llevar el pendón un asta de fresno con castillos y leones con una moharra de acero en forma de hoja de olivo.
En 1891 publicó un texto sobre la bandera de la Hermandad de Nuestra Señora de los Reyes y San Mateo, conocida como Hermandad de los Sastres, que había encontrado hecha harapos. Consiguió que el párroco de la Iglesia de San Ildefonso, donde tenía su sede la hermandad, costease la restauración de este objeto.
José Gestoso le pidió a Genaro Parladé que donase un dintel con una inscripción sobre san Hermenegildo al Museo Municipal de Sevilla. Gracias a la intercesión del pintor Joaquín Sorolla, Parladé aceptó y este objeto fue donado a la institución en 1915.
La lápida del canónigo Íñigo de Mendoza, del siglo XV, se encontraba en la Biblioteca Colombina. Sin embargo, luego fue guardada partida en dos en un corral que tenía la catedral frente al Archivo de Indias. Gestoso habló de buscarle otro destino con el deán Francisco Bermúdez de Cañas y con el canónigo Eloy García Valero. Este último aceptó colocar esta lápida en el patio del cabildo. Luego, con la aprobación del arquitecto de la catedral, Adolfo Fernández Casanova, se colocó junto a una puerta de este patio.
Las tablas alfonsíes son un relicario formado por tres tablas recubiertas de plata sobredorada con piedras preciosas. Este objeto se guardaba tumbado en una alacena de la catedral y debía ser arrastrado cada vez que se sacaba, con el consiguiente daño. Gestoso se dirigió al sacerdote Juan Bautista Moga, que había deslumbrado al cabildo catedralicio con sus conocimientos artísticos, para buscarle otro destino al relicario y este consiguió que fuese colocado en la sacristía mayor, donde permanece.
En 1885 Gestoso apreció que asistía a la Biblioteca Colombina el escritor Adolfo de Castro, que saqueaba los libros para la venta. Gestoso y el hispanista Henry Harrisse dieron la voz de alerta sobre esto sin que el canónigo bibliotecario, Servando Abolí y Faraúdo, hiciese nada por impedirlo. Uno de los compradores de material robado fue José Domingo de Irureta Goyena.

### Conservación de inmuebles
En la Comisión de Monumentos, asesoró en las obras de restauración de la Iglesia de San Marcos de Sevilla, que duraron desde 1881 hasta 1887.
En noviembre de 1885 orientó la restauración de la capilla de la Hermandad de la Piedad de la Iglesia de Santa Marina.
En 1886 la Comisión le mandó a Écija con Francisco María Tubino para que informasen del mérito artístico del Convento de San José de este municipio, de carmelitas descalzas, situado en el antiguo palacio del conde de la Palma. Con el informe resultante, la Comisión decidió iniciar medidas para conservar y exponer elementos mudéjares del edificio. Gestoso y Tubino también visitaron la Iglesia de Santa Cruz de Écija, donde se había encontrado un sarcófago cristiano con relieves. Hubo quien intentó vender el sarcófago pero este fue preservado en el templo gracias a la Comisión.
También figura Gestoso en una subcomisión, con Claudio Boutelou, Fernando Belmonte Clemente y Eduardo Cano de la Peña impidiendo la destrucción de unas pinturas en mal estado de Lucas Valdés en el atrio de la iglesia del Hospital de los Venerables de Sevilla.
Parece ser que fue Gestoso el que propuso la restauración de los relieves platerescos de la fachada de la casa consistorial de Sevilla en la década de 1890 y en 1914 también estuvo en una subcomisión junto con Virgilio Mattoni y Aurelio Gómez Millán, para supervisar la escultura en el mismo estilo del resto de la fachada que da a la plaza San Francisco, que se interrumpió en 1915.
En 1892 dirigió la restauración de la Torre Abd el Aziz.
En 1893 las mercedarias calzadas compraron el antiguo Monasterio de Santiago de la Espada para instalarse en él. Realizaron obras en el edificio. En 1894 se descubrió en las obras un trozo de techo mudéjar que tenía una parte con lacerías y un escudo con dos lobos sobre campo de oro. Como el techo había quedado destrozado por las obras quiso colocar las lacerías en el techo de las escaleras del edificio, pero las monjas se negaron a pagar la instalación. Entonces Gestoso se quedó con las lacerías y con el escudo, que las monjas no estaban interesadas en conservar.
La Puerta de Sevilla de Carmona contaba con un arco con un escudo, conocido como el Arco de Felipe II. En 1894 el gobernador civil de la provincia quería derribar el arco que, según el arquitecto municipal, se encontraba ruinoso. La Comisión emitió un informe favorable al derribo, condicionando la decisión a la aprobación de la Real Academia de Bellas Artes de San Fernando, que finalmente no se pronunció. José Gestoso, Francisco Aurelio Álvarez y Virgilio Mattoni elaboraron un informe contrario a la demolición pero esta fue llevada a cabo en 1895.
Sobre la Puerta del León del Alcázar de Sevilla había una pintura de origen medieval de un león que se encontraba muy deteriorada en el siglo XIX. Fue restaurada por Joaquín Domínguez Bécquer entre 1876 y 1877. En 1894 se encontraba de nuevo en pésimo estado de conservación y, según recomendación de José Gestoso, fue sustituida por un azulejo con la misma representación.
En 1894 el arquitecto José Gómez Otero tuvo que llevar a cabo una restauración de los elementos de madera de la portada del palacio de Pedro I del Alcázar de Sevilla, en la cual fue preciso sustituir algunas partes. Gestoso dio su aprobación. En 1895 el mismo arquitecto propuso actuar sobre la policromía. Gestoso y la Academia de Bellas Artes de San Fernando decidieron intervenir restaurando toda la policromía de la portada en vez de actuar solo sobre las nuevas incorporaciones.
En 1889 José Gestoso escribió sobre el mal estado en que se encontraba la Torre del Oro de Sevilla. En 1899 el Ministerio de Marina encargó la restauración del edificio al ingeniero naval Carlos Halcón. Gestoso no consideró a esta persona preparada para restaurar un monumento. José Gestoso tuvo que asesorar a Halcón, que ignoraba algunas de sus recomendaciones y con el que discrepaba con frecuencia. José Gestoso llegó a presentar su dimisión a la Comisión pero sus compañeros de esta le disuadieron de marcharse.
A principios del siglo XX los planes urbanísticos de Sevilla contemplaban el derribo del antiguo Colegio de Santa María de Jesús, que había servido luego como seminario. José Gestoso envió telegramas a Madrid a dos contactos influyentes, María del Rosario Falcó y Osorio y Guillermo de Osma y Scull, para decirles que la capilla del edificio debía ser declarada monumento nacional para protegerse del derribo. Estas dos personas se dirigieron al ministro de Instrucción Pública, el conde de Romanones, que consiguió esta protección para la Capilla de Santa María de Jesús por Real Orden del 8 de mayo de 1901.
A comienzos del siglo XX la Torre de Don Fadrique de Sevilla se encontraba muy deteriorada y existía la posibilidad de que la parcela en la que se encontraba, un huerto del Convento de Santa Clara, terminase en manos privadas. José Gestoso contactó en 1905 con la Academia de Bellas Artes de San Fernando y en 1906 a la Real Academia de la Historia para que la torre fuese declarada monumento nacional. Volvió a contactar con ellos por este mismo asunto en 1911. También escribió un artículo para El Correo de Andalucía, publicado el 22 de febrero de 1911, donde pedía que el Ayuntamiento de Sevilla comprase la torre. El Ayuntamiento adquirió la torre en 1918 y fue declarada monumento nacional en 1931.
En 1906 Gestoso se puso en contacto con Adolfo Fernández Casanova, de la Real Academia de Bellas Artes de San Fernando, y con el arqueólogo José Ramón Mélida para declarar la parte norte de la muralla de Sevilla como monumento nacional. Finalmente, esto se consiguió en 1908. Para facilitar la comunicación de los barrios de San Julián y Santa Lucía, Gestoso aprobó que el Ayuntamiento abriese dos arcos en esta muralla.
En 1905 Juan Fernández López, corresponsal de la Comisión, actuó contra el expolio de sillares de la Puerta de Sevilla de Carmona. El arqueólogo Jorge Bonsor informó a Gestoso de la celeridad con la que había actuado Juan Fernández. Una subcomisión formada por Gestoso, Fernando Reinoso y Francisco Aurelio Álvarez Millán se desplazó a Carmona para evaluar los daños. Luego, la Comisión pidió a la Real Academia de Bellas Artes de San Fernando que contribuyese a declarar la Puerta de Sevilla monumento nacional. Esto se consiguió en 1906.
El derribo del acueducto conocido como Caños de Carmona había comenzado en el siglo XIX. En 1910 el Ayuntamiento de Sevilla se propuso derribar la parte del acueducto que había entre el arroyo Tagarete y la Cruz del Campo. En 1911 la Real Academia de la Historia protestó ante el ministerio de Instrucción Pública, que ordenó paralizar el derribo. José Gestoso y el resto de la Comisión se pusieron de forma unánime a favor de la demolición argumentando que no tenía interés histórico ni artístico y que su supresión estaba motivada por exigencias razonables de urbanización. La Real Academia de la Historia encargó un informe a sus académicos Fidel Fita, José Ramón Mélida y el marqués de Cerralbo. En este informe se aconsejaba conservar el acueducto. La Real Academia de Bellas Artes de San Fernando solicitó a Rodrigo Amador de los Ríos que informase acerca de las condiciones en las que se encontraba el monumento. Amador de los Ríos dijo que, aunque el acueducto era originalmente romano, había experimentado tantas reformas posteriores que ya carecía de interés. Finalmente, se procedió al derribo dejando solamente dos trozos en la calle Luis Montoto y otro al final de la avenida de Andalucía.
En 1911 el Ayuntamiento de Sevilla quiso derribar la Capilla de San José y la Iglesia de Santa Catalina por proyectos de ensanche urbano. Gestoso escribió a la Real Academia de la Historia y a las Reales Academias de Bellas Artes de San Fernando para que interviniesen a la hora de declarar estos dos templos monumentos nacionales. Esto se consiguió en 1912.
En 1891 Francisco Aurelio Álvarez Millán diseñó una reja historicista para proteger la fachada plateresca de la casa consistorial de Sevilla. En 1914 José Gestoso consiguió que el Ayuntamiento de Sevilla colocase la reja para evitar los sucesivos actos de vandalismo. En 1919 el entonces vicepresidente de la Comisión, Andrés Parladé, se mostró en contra de dicha reja, que fue desmantelada.

### Las ruinas de Itálica
En 1903 la Diputación Provincial de Sevilla dio 2 000 pesetas a la Comisión para que excavase en Itálica. José Gestoso y Manuel Fernández López contrataron a un equipo que excavó durante ese verano y descubrió una necrópolis.
José Gestoso habló al presidente de la Diputación Provincial de Sevilla, Adolfo Rodríguez Jurado, de la necesidad de construir un edificio en las ruinas romanas de Itálica para recibir a los visitantes y como refugio de los vigilantes. Rodríguez Jurado dispuso fondos para ello y le encargó a Gestoso que buscase a quien ejecutarlo. El edificio, conocido como la Casa Romana, fue construido por el arquitecto Antonio Gómez Millán entre 1914 y 1915. El 13 de marzo de 1915 el edificio fue inaugurado en presencia del rey Alfonso XIII y su esposa Victoria Eugenia de Battenberg, que visitaron Itálica acompañados de varias personalidades, entre las que estaba José Gestoso. El arqueólogo Rodrigo Amador de los Ríos se opuso a la construcción de este edificio, cercano al anfiteatro, porque dificultaba las excavaciones. El edificio fue derribado posteriormente.

### Donaciones de sus libros, cuadros y antigüedades
Donó sus libros y papeles a la Biblioteca Colombina de Sevilla, creándose el Fondo Gestoso. Hay tres inventarios de estas donaciones: de 1901, de 1904 y de 1917. En el 1900 donó 500 pesetas para hacer estantes para colocar libros en esta biblioteca. En 1911 regaló a esta institución un retrato de Gustavo Adolfo Bécquer pintado por Salvador Sánchez Barbudo y otro de José María Asensio pintado por José Macías. En la actualidad, la Biblioteca Colombina recuerda a Gestoso con un retrato realizado por José Macías en 1913.
En 1912 donó al Museo Provincial (actual Museo de Bellas Artes de Sevilla) el cuadro Muerte de Píramo y Tisbe del pintor José María Arango de hacia 1830 y el Retrato de Gumersindo Díaz del pintor Valeriano Domínguez Bécquer de 1859.
María Daguerre falleció en 1931, habiendo establecido en su testamento la donación de gran parte de la colección de antigüedades de José Gestoso al Museo Provincial con la condición de que se expusiera toda junta en un mismo lugar llamado Sala Gestoso. Esta donación fue efectuada por sus hijas Salud, Paz y Josefina en 1932. En un primer momento todo estuvo expuesto en la Sala Gestoso. Sin embargo, para 1970 la colección había sido dispersada por varios museos.

## Libros publicados

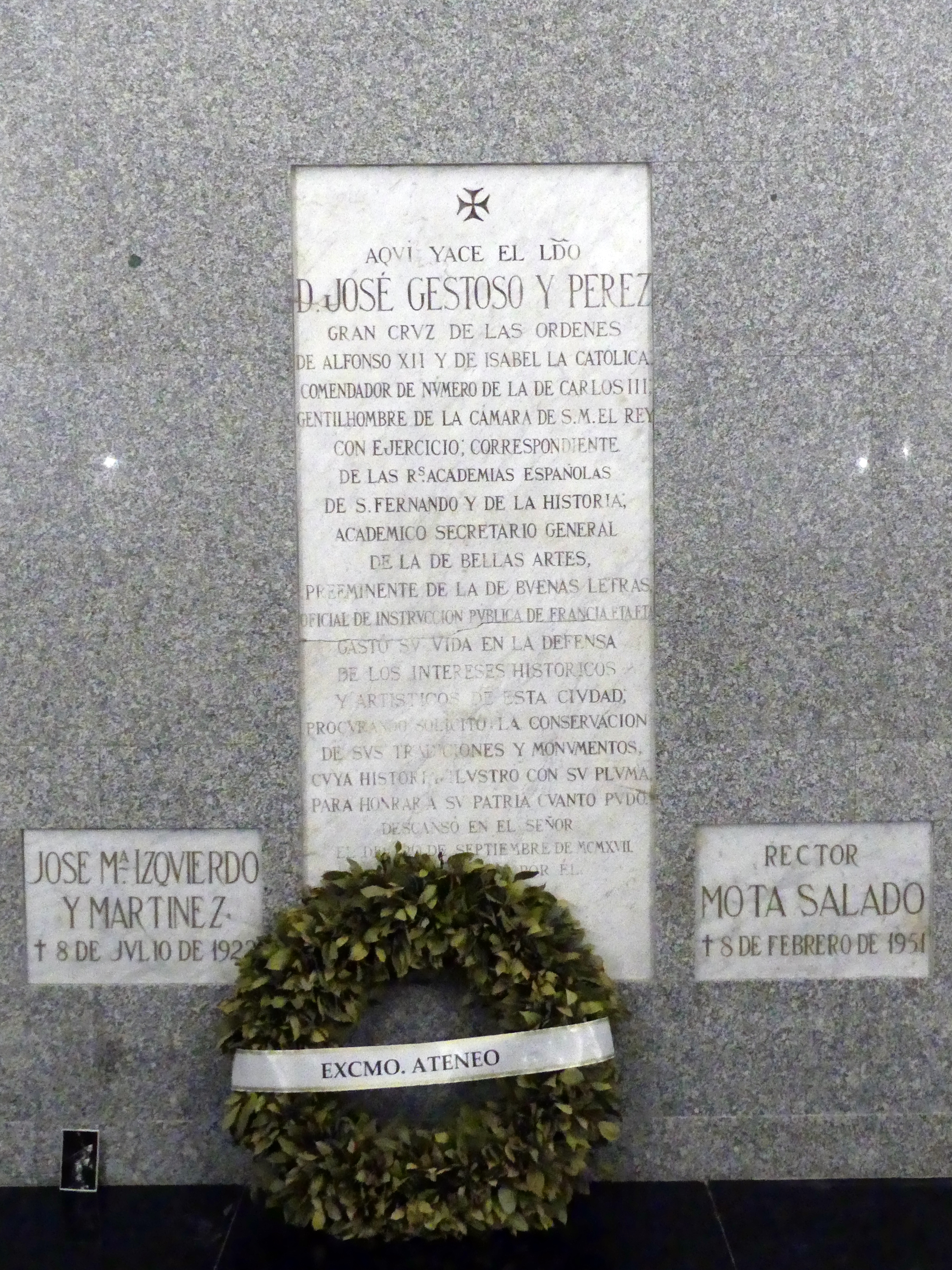
Tumba de José Gestoso y Pérez en el Panteón de Sevillanos Ilustres.

- Estudios sobre cerámica sevillana, con Narciso Sentenach (1882)[26]
- Apuntes del natural (1883)[26]
- Pedro Millán (1884)[88]
- Guía artística de Sevilla (1884)[88]
- Noticia histórico-descriptiva del antiguo pendón de la ciudad de Sevilla, que se conserva en su Archivo Municipal con una carta del Sr. Dr. Thebussem (1885)[89]
- Curiosidades antiguas sevillanas. Estudios arqueológicos (1885)[89]
- Discurso leído en la junta general pública que, para adjudicar premios a los alumnos que más se habían distinguido en el último año académico, celebró la Academia de Bellas Artes de primera clase de esta ciudad el día 29 de abril de 1888 (1889)[90]
- Recuerdo de la Batalla de Bailén (1889)[90]
- Necrología del Excmo. Sr. D. Francisco María Tubino, escrita y publicada en cumplimiento de acuerdo de la Real Academia Sevillana de Buenas Letras (1889)[90]
- Sevilla monumental y artística. Historia y descripción de todos los edificios notables religiosos y civiles, que existen actualmente en esta ciudad, y noticias de las preciosidades artísticas y arqueológicas que en ellas se conservan (3 volúmenes, 1889-1898)[90]
- Relación del caso memorable del racionero Juan Martínez de Victoria, puesta en romance por el Ldo. José Gestoso y Pérez, natural de esta villa de Sevilla, quien la da a la estampa para aprovechamiento de los presentes y ejemplo de los venideros (1889)[90]
- El navío El Santo Rey D. Fernando (1890)[91]
- Valdés y Mañara (1890)[91]
- Noticia histórico-descriptiva de la bandera de la Hermandad de Nuestra Señora de los Reyes y San Mateo, vulgo de los Sastres (1891)[91]
- Los Reyes Católicos en Sevilla (1477-1478) (1891)[91]
- Historia y descripción de la Sacristía Mayor de la Catedral de Sevilla y de las preciosidades artísticas que en ella se custodian (1892)[91]
- Recuerdos del Monasterio de Nuestra Señora de Regla (1894)[92]
- Contestación a las notas del Pbro. Sr. D. Manuel Serrano y Ortega en su libro Noticia histórica de la devoción y culto que la M. N. y M. L. ciudad de Sevilla ha profesado a la Inmaculada Concepción de la Virgen María desde los tiempos de la antigüedad hasta la presente época (1894)[93]
- Segundo bodoque epistolario; que contra el deleznable propugnáculo de la malaventurada crítica histórico-artístico-arqueológica del Pbro. D. Manuel Serrano y Ortega, lanza el Ldo. Gestoso, en defensa de la verdad, estropeada lastimosamente por su paternidad en el librico "Las tradiciones sevillanas" (1895)[93]
- Necrología del Sr. D. Fernando Belmonte y Clemente escrita y publicada en cumplimiento de acuerdo de la Real Academia Sevillana de Buenas Letras (1895)[93]
- Nuevos datos para ilustrar las biografías del maestro Juan de Malara y de Mateo Alemán (1895)[93]
- Catálogo de las obras que forman la exposición retrospectiva de la pintura sevillana durante el mes de abril del presente año (1896)[93]
- Informe propuesto a la Comisión Provincial de Monumentos Históricos y Artísticos acerca de los blasones de la Banda que aparecen en el Alcázar de Sevilla, con Francisco Caballero-Infante y Zuazo (1896)[93][94]
- Guía del Alcázar de Sevilla. Su historia y descripción (1896)[95]
- Catálogo de las pinturas y esculturas del Museo Provincial de Sevilla (1897).[95] Este catálogo se quedó desfasado y José Gestoso tuvo que realizar uno nuevo en 1912[96]
- Discurso del Excmo. e Ilmo. Sr. D. José Gestoso y Pérez en la recepción de la Real Academia Sevillana de Buenas Letras de D. Manuel Fernández López (1898)[95]
- Ensayo de un diccionario de los artífices que florecieron en Sevilla desde el siglo XIII al XVIII inclusive (3 volúmenes, 1899, 1900 y 1909)[97][98]
- Las industrias artísticas antiguas en Sevilla. Apuntes para el prólogo de un libro (1899)[97]
- Cristóbal de Morales, pintor sevillano (1900)[99]
- Nuevos documentos colombinos (1902)[99]
- Historia de los barros vidriados sevillanos desde sus orígenes hasta nuestros días (1903)[100][101]
- Tres cartas al Ilmo. Sr. Dr. D. Servando Arbolí, capellán mayor de la Real de San Fernando, acerca de las reformas que deben efectuarse en la imagen y en el paso de Nuestra Señora de los Reyes con motivo de su próxima coronación (1904)[101]
- Documentos para la historia de la primitiva tipografía mexicana (1908)[102]
- Juan Sánchez, pintor sevillano desconocido (1909).[102][nota 1]
- Una requisa de cuadros en la Catedral de Sevilla (1909)[102]
- Noticias de algunas esculturas de barrio vidriadas italianas y andaluzas (1909)[102]
- Curiosidades antiguas sevillanas (2ª serie) (1910)[104]
- Catálogo de la exposición de retratos antiguos celebrada en Sevilla en abril de 1910 (1910)[104]
- Esgrimidores sevillanos. Documentos inéditos para su historia (1911)[105]
- Algunos datos relativos a la historia de América (1911)[105]
- Memorias antiguas sevillanas. La colección de cuadros del canónigo León y Ledesma (1911)[105]
- De Sevilla a Guadalupe (1913)[106]
- Discurso del Excmo. e Ilmo. Sr. D. José Gestoso y Pérez en la recepción de la Real Academia Sevillana de Buenas Letras de D. Santiago Montoto y Sedas (1913)[106]
- Discurso del Excmo. e Ilmo. Sr. D. José Gestoso y Pérez en la recepción de la Real Academia Sevillana de Buenas Letras de D. Adolfo Rodríguez Jurado (1914)[106]
- Recuerdos de San Fernando (1915)[106]
- Homenaje rendido por la ciudad de Sevilla a sus ilustres hijos Gustavo Adolfo y Valeriano Bécquer en cumplimiento de acuerdo de la Real Academia Sevillana de Buenas Letras (1916)[107]
- Biografía del pintor sevillano Juan de Valdés Leal (1916)[107]